# Breiterkanon
#breiterkanon ist ein interdisziplinäres Projekt, das sich mit der kritischen Reflexion und Erweiterung literarischer Kanones beschäftigt. 

## Projektbeschreibung
Es wurde 2020 von der Literaturwissenschaftlerin Martina Wernli gegründet und wird von einer Gruppe aus Wissenschaftlern, Autoren, Journalisten und Übersetzern betrieben. Mitglieder sind unter anderem Berit Glanz, Nicole Seifert, Anna Yeliz Schentke und Miriam Zeh. Das Projekt nutzt die Dynamik aktueller Kanondiskussionen, die insbesondere in sozialen Medien stattfinden, und macht marginalisierte, vergessene oder wenig bekannte Autoren sichtbar.
Die Plattform verfolgt einen intersektionalen Ansatz und fördert den Austausch zwischen Forschung, Literaturkritik, Lehre und Buchmarkt. Dabei unterstützt sie die Vernetzung von Akteuren aus verschiedenen Philologien, der Literaturdidaktik und engagierter Praxis. 
#breiterkanon erhielt eine Anschubfinanzierung von der Universität Frankfurt, ist jedoch seither auf projektbezogene Anträge und ehrenamtliche Arbeit angewiesen. Langfristiges Ziel ist eine institutionelle Verstetigung und nachhaltige Finanzierung.

## Projekte
- Das Netzwerks #breiterkanon initiierte ein kollaboratives Literaturprojekt die Lückenliste, die im September 2023 online ging.[2]
- Ausstellung Von Lücken und Listen. Lektüren und Empfehlungen kuratiert von Esther Köhring und Martina Wernli